# Football Club Lourdais XV
Il Football CLub Lourdais XV, più brevemente FC Lourdes, è un club francese di rugby XV con sede a Lourdes (dipartimento degli Alti Pirenei).
Fondato nel 1911, il club vinse in passato 8 titoli nazionali e 2 Coppe di Francia. Dal 1948 al 1960 rimase imbattuto in casa.
Nella stagione 2021-22 disputa il campionato "Fédérale 2", corrispondente alla 4ª divisione nazionale.